# Niklas Zender

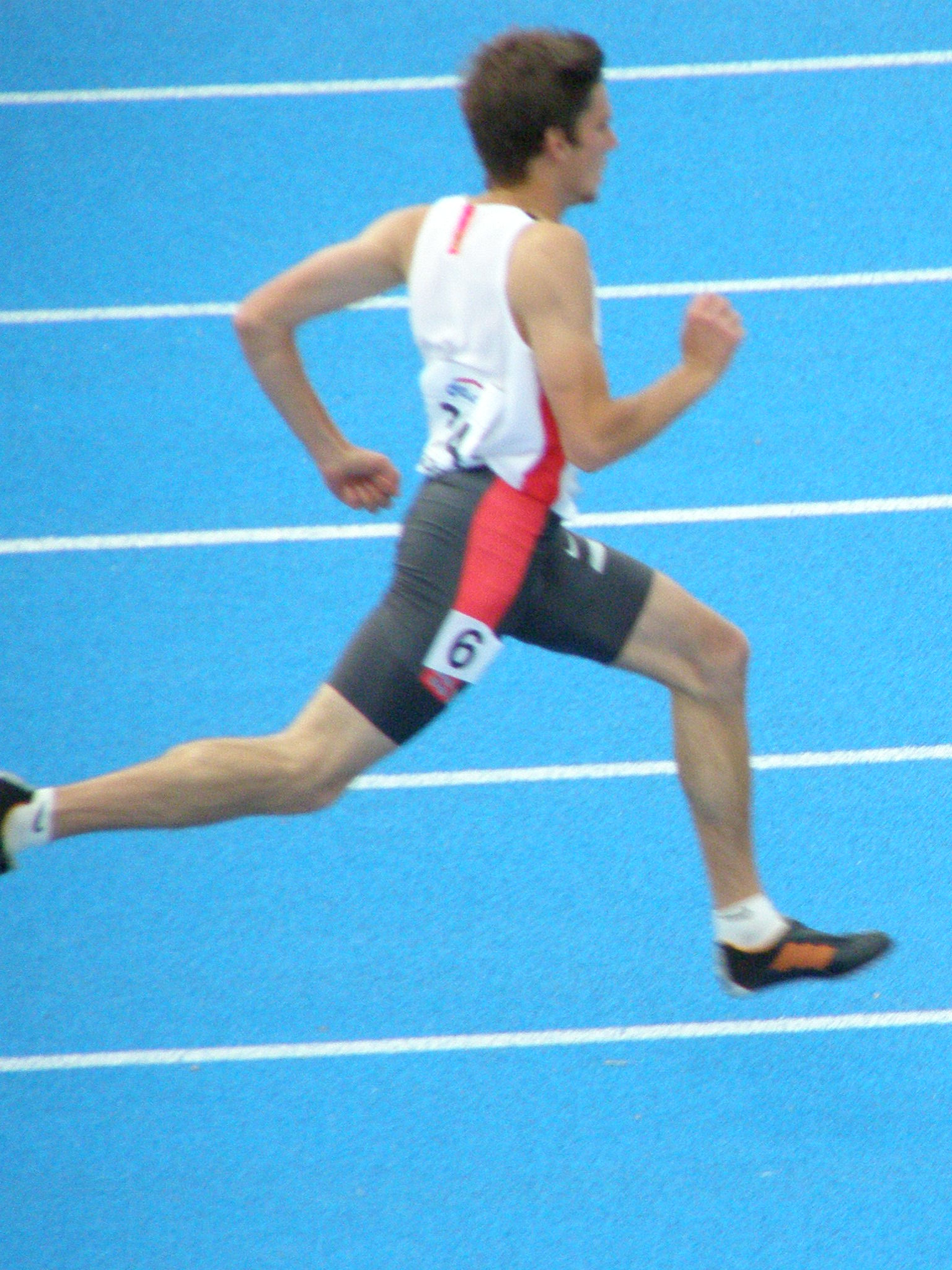
Niklas Zender bei den U20-Weltmeisterschaften 2008 in Bydgoszcz

Niklas Zender (* 28. August 1990 in Trier) ist ein deutscher Leichtathlet, der die Sprint- bis Mittelstrecken, insbesondere den 400-Meter-Lauf, betreibt.
Niklas Zender startet seit Beginn des Jahres 2011 für die LG Eintracht Frankfurt, zuvor war er für die LG ovag Friedberg-Fauerbach aktiv. Der Medizinstudent wird von Volker Beck und Nick Dakin trainiert. Er tritt seit 2007 international an. Bei den 5. U18-Weltmeisterschaften des Jahres in Ostrava wurde er Sechster, ein Jahr später bei den 12. U20-Weltmeisterschaften in Bydgoszcz Fünfter über 400 Meter und Bronzemedaillengewinner mit der 4-mal-400-Meter-Staffel. Bei den U20-Europameisterschaften 2009 in Novi Sad verbesserte er sich jeweils um einen Rang. Bei der Team-Europameisterschaft 2010 in Bergen, seinen ersten internationalen Meisterschaften bei den Männern, gewann Zender mit der 4-mal-400-Meter-Staffel als Drittplatzierter die Bronzemedaille. 2011 startete er bei den U23-Europameisterschaften und kam mit der Staffel auf den fünften Platz. Bei den Europameisterschaften 2012 in Helsinki wurde er mit der deutschen 4-mal-400-Meter-Staffel Dritter, wurde aber nur im Vorlauf eingesetzt. Im Finale nahm Eric Krüger seinen Platz ein.
National wurde Zender B-Jugendmeister 2007, Jugendhallenmeister 2008 und Vizefreiluftmeister über 200 Meter. 2009 wurde er Jugendmeister über 400 Meter, 2009 und 2011 Vizejuniorenmeister. Bei den Männern kam er erstmals 2009 zum Einsatz und wurde Fünfter der Deutschen Meisterschaften. 2012 belegte er in Wattenscheid Platz vier. Mit dem vierten Rang qualifizierte sich Zender für die 4-mal-400-Meter-Staffel bei den Olympischen Spielen 2012 in London. Da er sich jedoch einen Muskelbündelriss zuzog, konnte er an den Spielen nicht teilnehmen und wurde durch den Fünftplatzierten der Deutschen Meisterschaften, Benjamin Jonas, ersetzt.

## Persönliche Bestleistungen
- 100 m: 10,84 s, 28. Juni 2008 Hofgeismar
- 200 m: 21,41 s, 10. Mai 2009 Egelsbach
- 300 m: 33,42 s, 17. Mai 2009 Pliezhausen
- 400 m: 46,18 s, 21. Juni 2008 Mannheim
- 800 m: 1:49,71 min, 17. August 2008 Ohrdruf

## Belege
1. ↑  Benjamin Jonas ersetzt Niklas Zender

| Personendaten    | Personendaten            |
| ---------------- | ------------------------ |
| NAME             | Zender, Niklas           |
| KURZBESCHREIBUNG | deutscher Leichtathletik |
| GEBURTSDATUM     | 28. August 1990          |
| GEBURTSORT       | Trier                    |